# 比佛利拜金狗
《比弗利拜金狗》（英語：Beverly Hills Chihuahua）是一部由華特迪士尼影業拍摄的喜劇电影，于2008年公映。由于该部影片中有黃色笑話等相關內容，被一些國家評為「家長指引」的等級。

## 劇情
家住比華利山的吉娃娃「Chloe」（茱·芭莉摩聲演），平日被主人Vivian Ashe（潔美·李·寇蒂斯飾）寵愛，過著超豪闊太生活。由於Vivian要出國工作，所以只好把Chloe交由侄女Rachel Ashe（派波兒·普拉寶（Piper Perabo）飾）照顧，不情願照顧Chloe的Rachel因為忍受不了單調工作，所以載著Chloe和朋友去墨西哥旅遊，其間Rachel把Chloe放在酒店，意想不到的是Chloe自己離開酒店而被墨西哥黑幫擄走作鬥犬之用，雖然Chloe有正義德國狼犬「Delgado」（安迪·加西亞（Andy García）聲演）的勇救得以脫險，但黑幫大哥認為Chloe有價值，打算用Chloe向其主人勒索，於是出動都拍文El Diablo尾隨狂追，引發一次驚險刺激的大冒險。

## 角色

### 動物角色
| 角色名（動物種類）/tvb譯名       | 英語配音             | tvb配音 |
| -------------------------------- | -------------------- | ------- |
| Chloe（白色芝娃娃）/高兒         | 茱·芭莉摩            | 曾佩儀  |
| Delgado（德國狼犬）/迪加度       | 安迪·加西亞          | 古明華  |
| Papi（芝娃娃）/巴比              | 喬治·洛佩茲          | 何承駿  |
| El Diablo（都拍文）/魔鬼         | 愛德華·詹姆斯·奧莫斯 | 張炳強  |
| Montezuma（長毛芝娃娃）/蒙特琛馬 | 普拉西多·多明哥      | 朱子聰  |
| Manuel（大家鼠）/文威            | 切奇·馬林            | 馮錦堂  |
| Chico（美洲鬣蜥）/戚哥           | 保羅·羅德里格斯      | 林國雄  |
| Chucho（大丹狗）/超超            | 路易斯·古斯曼        | 蔡德鈞  |
| Rafa（牛頭㹴）/萊輝              | 埃迪·翠兒·索特洛     | 李鎮然  |

### 人類角色
| 角色/tvb譯名       | 演員           | tvb配音 |
| ------------------ | -------------- | ------- |
| Rachel Ashe/魏麗歌 | 派波兒·普拉寶  | 張頌欣  |
| Vivian Ashe/魏慧慧 | 潔美·李·寇蒂斯 | 雷碧娜  |
| Sam Cortez/森      | 馬諾洛·卡多納  | 蘇強文  |

## 外部連結
- 官方网站
- 互联网电影数据库（IMDb）上《比弗利拜金狗》的资料（英文）
- AllMovie上《比弗利拜金狗》的资料（英文）
- 大卡通資料庫上《比弗利拜金狗》的資料（英文）

- Box Office Mojo上《比弗利拜金狗》的資料（英文）
- Scoring Session Photo Gallery at ScoringSessions.com （页面存档备份，存于）